# Xanthephialtes oculatus
Xanthephialtes oculatus là một loài tò vò trong họ Ichneumonidae.